# Петър Стойков
Петър Стойков е български поет, публицист, общественик и революционер, деец на Върховния македоно-одрински комитет от края на XIX и началото на XX век.

## Биография
Стойков е роден в мървашкото село Горно Броди, тогава в Османската империя. Известно време е четник на Дончо Златков. Участва в Илинденското въстание като четник при Павел Давков. В 1903 година издава списание „Бунтовник“ с биографии на македоно-одрински революционери от което излизат три броя. Пише стихове и проза. Има запазени десетина негови книги с поезия, политически коментари и публицистика, издавани в София.
Умира в затвора преди 1918 година.

## Творчество
- „Македонски поборник по свободата на Македония“, София, 1897.
- „Защитна реч на Петър Стойков пред Софийския окръжен съд против господаря на кучешката столица Цариград (султан Хамид)“, София, 1898.
- „Смърт на враговете“, София, 1898.
- „Ключът на македонската революция“, София, 1898.
- "Кървава дипломация", София, 1898 г.
- „Македонски бич“, София, 1899.
- „Жална Македония“, София, 1899.
- Стойковъ, Петръ. Кръсто Заревъ Войвода.   София, Печатница П. Калѫчевъ, 1899.
- "Потайностите на македонските дейци", София, 1902.
- „Кървава Македония“, София, 1904.
- „Кървава гробница“, драма на мървашки диалект, София, 1905.
- „Пирински напеви“, две издания, София, 1909.
- "Бунтовник (Месечно илюстровано списание с войводски-въстанически портрети)", брой 3, София, 1903 година
- "Бунтовник (Месечно илюстровано списание с войводски-въстанически портрети)", брой 1, София, 1903 година
- "Бунтовник (Месечно илюстровано списание с войводски-въстанически портрети)", брой 2, София, 1903 година
- "Още две жертви на гръцкия нож", публикувано във в-к "Дебър", год. II, бр. 19, София, 27 ноември 1906 година